# Francis Blanchard
Francis Blanchard (* 21. Juli 1916 in Paris; † 9. Dezember 2009 in Genf) war ein französischer UN-Funktionär.

## Leben
Blanchard trat 1951 in den Dienst der Internationalen Arbeitsorganisation (ILO), einer Sonderorganisation der Vereinten Nationen mit Sitz in Genf, und stieg dort 1968 zum Stellvertretenden Generaldirektor auf.
1974 wurde er schließlich als Nachfolger von Wilfred Jenks Generaldirektor der ILO und leitete diese bis 1989. Die 15 Jahre seiner Amtszeit waren geprägt von dem Austritt der USA aus der ILO 1977 aus Protest gegen die Haltung des Ostblocks bei aufkommender Kritik wegen der Verletzung von Arbeitnehmerrechten. 1980 traten die USA der ILO jedoch wieder bei, nachdem es strukturelle Änderungen innerhalb der Organisation gab. In den 1980er Jahren gehörte er zu den Förderern der Solidarność bei deren Kampf um Demokratie in Polen. Am Ende seiner Amtszeit erlebte er schließlich noch den Zusammenbruch des Ostblocks. Nachfolger als Generaldirektor wurde Michel Hansenne.
Im Juni 2009 nahm er an den Feierlichkeiten zum 90-jährigen Gründungsjubiläum der ILO am 11. April 1919 teil.
Der heutige Generaldirektor der ILO, Juan Somavía, würdigte Blanchard, der in einem Altenheim in Genf verstarb, als Vorreiter bei der Förderung von Menschenrechten sowie der Bekämpfung von Armut und der Forderung nach besseren Arbeitsorganisationen.